# Аттал Эпифан
Аттал Эпифан (др.-греч. Άτταλος Ἐπιφανής) — правитель Пафлагонии в I веке до н. э.

## Биография
Отцом Аттала Эпифана был один из сыновей Никомеда III, известный под династическим именем «Пилемен», возведённый в конце II века до н. э. вифинским царём на престол Пафлагонии в целях легитимизации захвата страны. Впоследствии Пилемен был лишён трона правителем Понта Митридатом VI и, по всей видимости, погиб в ходе войны.
После поражения Митридата полководец Суллы Курион передал Пафлагонию Никомеду IV, возвратившему, в свою очередь, страну Атталу Эпифану и Пилемену-младшему — детям Пилемена, своим племянникам, как «отеческую державу». По мнению О. Л. Габелко, таким образом, Никомед воздал должное своему умершему брату за его роль в совместной борьбе с понтийцами. Примечательно, что в Риме, по сути, отказались от своей прежней позиции, направленной на устранение вифинского контроля над Пафлагонией.
В 74 году до н. э. Аттал вместе с братом были изгнаны Митридатом, а через десять лет возвращены при участии Помпея Великого во время территориальных преобразований в Азии.
Аттал Эпифан скончался около 40 года до н. э., по всей видимости, уже после смерти брата. После этого правителем Пафлагонии стал галатский тетрарх Кастор.